# Ciudades y áreas metropolitanas de Texas

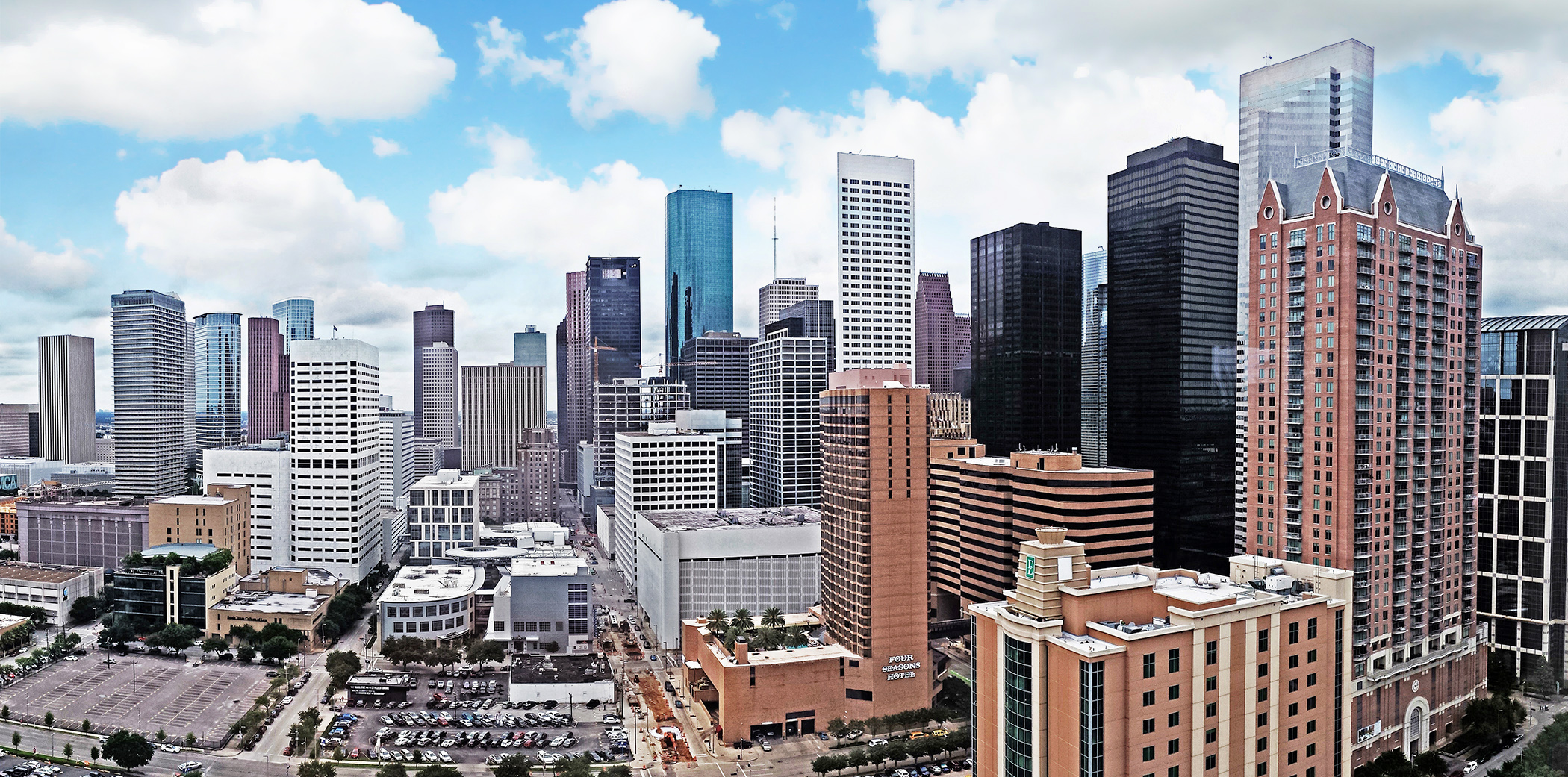
Houston.

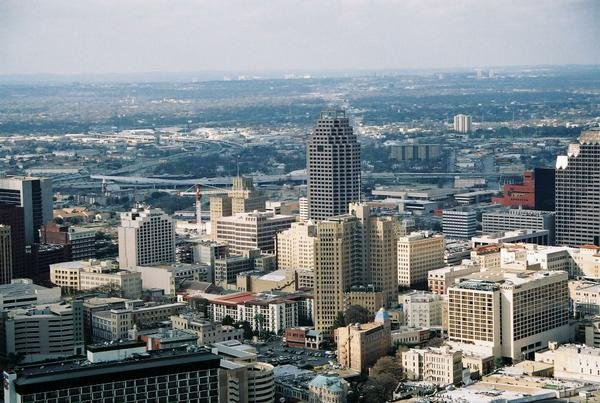
San Antonio.

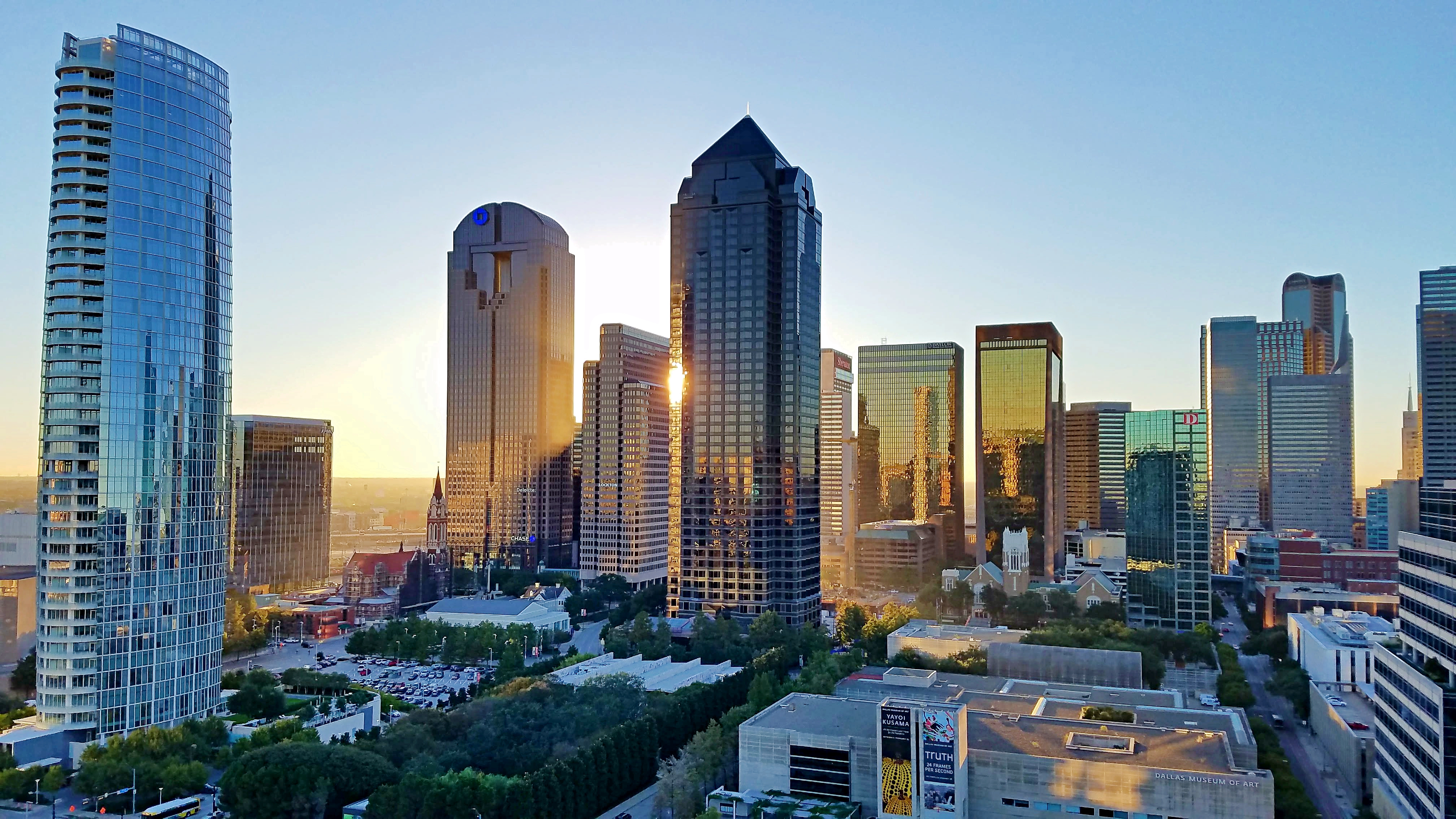
Dallas.

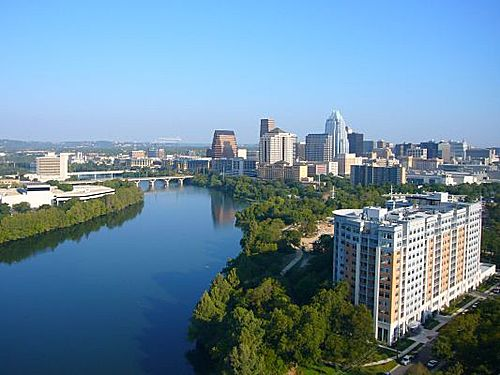
Austin.

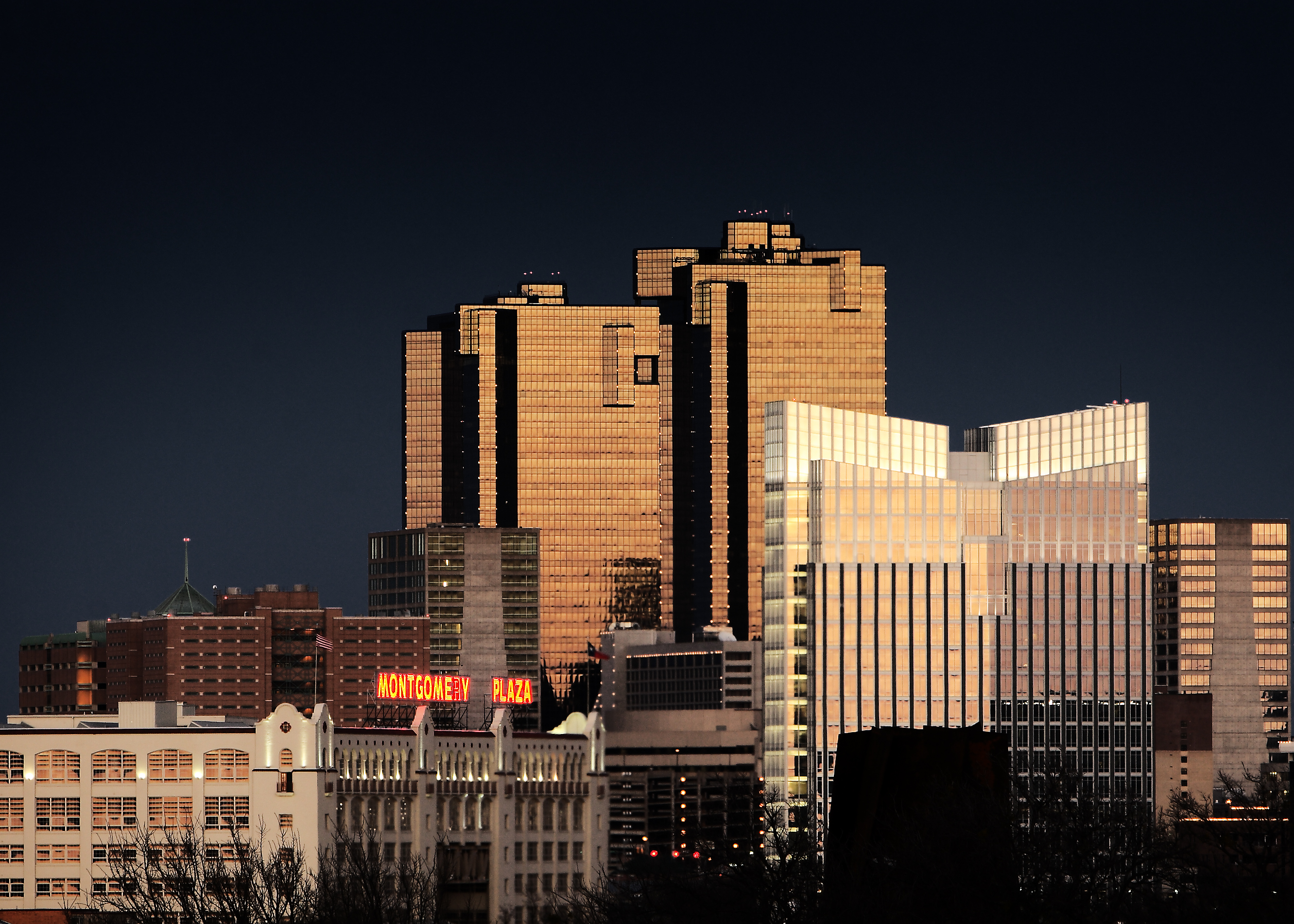
Fort Worth.

Texas”The lone star state” (El estado de la estrella solitaria) es el único estado de los Estados Unidos que tiene tres ciudades con más de un millón de habitantes en la lista de las diez ciudades más pobladas en la nación: Houston, San Antonio y Dallas.  Fort Worth y Su capital Austin están entre las 20 más pobladas. Las 12 ciudades más grandes de Texas según el censo del 2006 son:
- 1. Houston (pob. 2.016.582)
- 2. San Antonio (pob. 1.256.509)
- 3. Dallas (pob. 1.232.940)
- 4. Austin (pob. 690.252)
- 5. Fort Worth (pob. 653.320)
- 6. El Paso (pob. 598.590)
- 7. Arlington (pob. 367.197)
- 8. Corpus Christi (pob. 283.474)
- 9. Plano (pob. 250.096)
- 10. Laredo (pob. 231.470)
- 11. Lubbock (pob. 209.737) (2005)
- 12. Irving (pob. 201.927)

El área metropolitana de Dallas/Fort Worth es la más grande de Texas y la cuarta más grande de la nación después de las de Nueva York, Los Ángeles y Chicago. Esta conurbación incluye 6 de las 12 ciudades más pobladas del estado. Las 10 áreas metropolitanas más grandes de Tejas según los datos del censo del 2020 son:
- 1. Dallas–Fort Worth–Arlington (pob. 7.003.967) (Incluye las ciudades de Plano, Garland e Irving.)
- 2. Houston–Sugar Land–Baytown-Galveston -Texas city (pob. 6.539.949)
- 3. San Antonio (pob. 2.142.217)
- 4. Austin-Round Rock-San Marcos (pob. 1.713.615)
- 5. El Paso (pob. 936.310)
- 6. McAllen-Edinburg-Mission-pharr-Hidalgo-San Juan-Palm view(pob. 880.634)
- 7. Corpus Christi-Port Aransas (pob. 485.810)
- 8. Brownsville–Harlingen (pob. 427.717)
- 9. Beaumont–Port Arthur (pob. 401.640)
- 10. Killeen–Temple (pob. 391.322)

- Datos: Q5770927